# Квінс-парк (станція)
51°32′02″ пн. ш. 0°12′17″ зх. д. / 51.533889° пн. ш. 0.204722° зх. д.

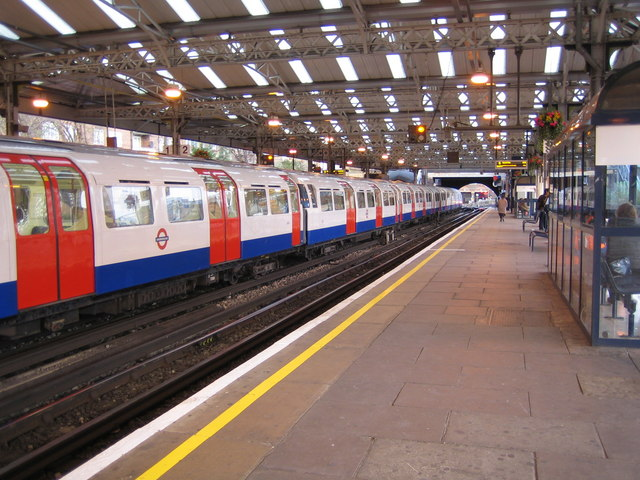
Платформа станції Квінс-парк

Квінс-парк (англ. Queen's Park) — станція Лондонського метрополітену лінії Бейкерлоо та London Overground лінії Watford DC line, розташована у районі Квінс-парк, у 2-й тарифній зоні. В 2017 році пасажирообіг станції, для London Overground, склав  2.927 млн осіб.

## Історія
- 2 червня 1879 — відкриття станції у складі London and North Western Railway (LNWR), як Квінс-парк (Вест-Кілнберн).[4]
- 11 лютого 1915 — відкриття трафіку лінії Бейкерлоо[5]
- грудень 1954	— перейменовано на Квінс-парк

## Пересадки
- на автобуси London Buses маршрутів 6, 36, 187, 206 та 316.